# Kreuzdachbildstock (Gefäll, Höhe)

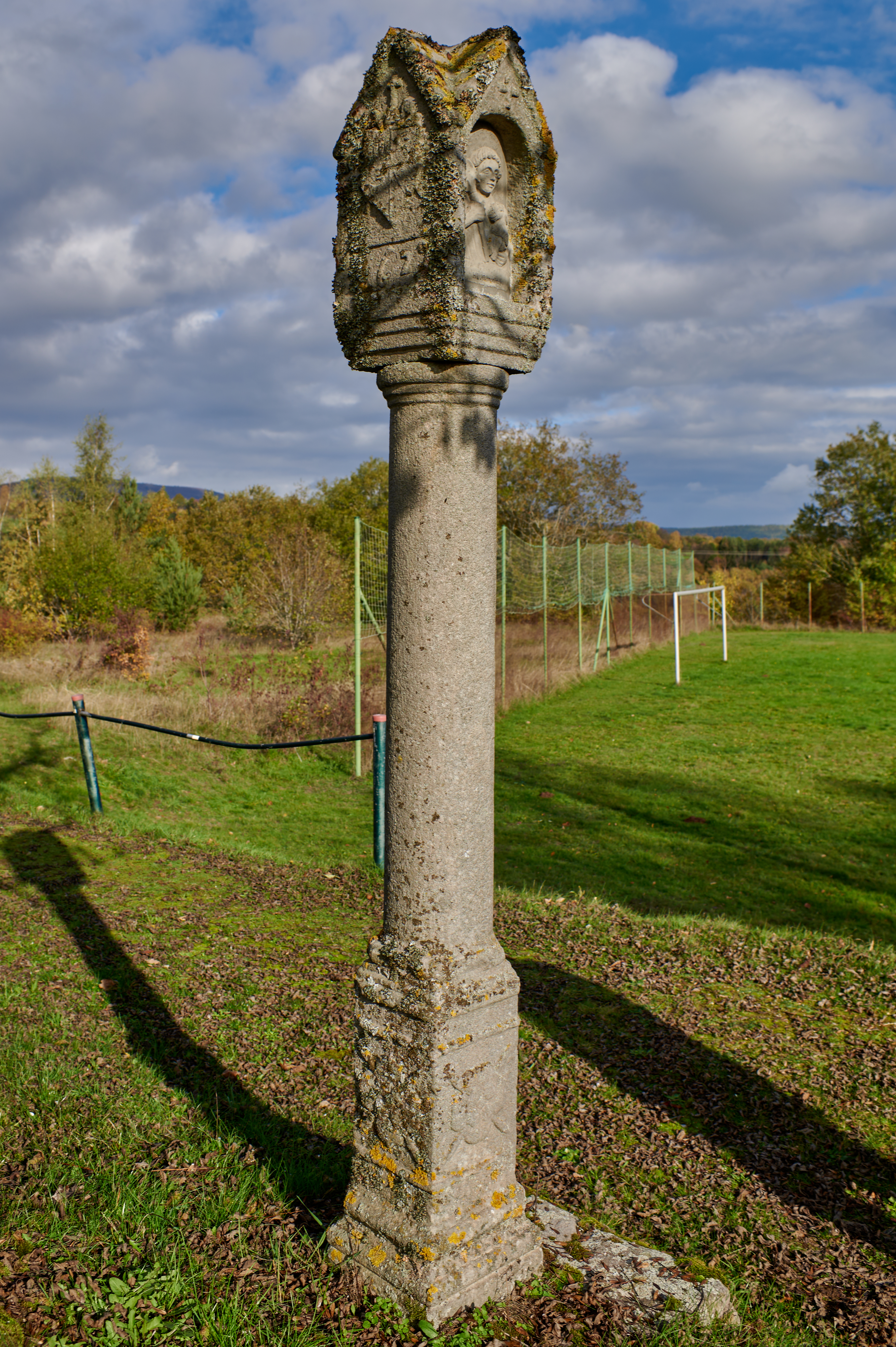
Kreuzdachbildstock in Gefäll, Höhe

Der Kreuzdachbildstock Höhe ist ein Flurdenkmal in Gefäll, einem Gemeindeteil im Markt Burkardroth im unterfränkischen Landkreis Bad Kissingen. Er befindet sich in der Gemarkung Höhe bei der Marienkapelle.
Der Bildstock gehört zu den Baudenkmälern von Burkardroth und ist unter der Nummer D-6-72-117-28 in der Bayerischen Denkmalliste registriert.

## Beschreibung
Der 240 cm hohe Kreuzdachbildstock besteht aus grauem Sandstein und entstand im Jahr 1629.
Auf einem Vierkantfundament mit einem Querschnitt von 88 cm × 78 cm steht ein prismatischer Sockelschaft, darauf befindet sich ein Kreuzdachhaus. Der 70 cm hohe Sockel hat einen Querschnitt von 30 cm × 30 cm. Das Gurtband an der Basis besteht aus Wulst, Kehle, Wulst, Kehle und Platte (10 cm, 4 cm, 5 cm, 4 cm, 4 cm). Das obere Gurtband ist mehrgliedrig und besteht aus Platte, Kehle, Wulst und getreppten Falzen (4 cm, 3 cm, 5 cm, 2 cm, 2 cm). Der Auslaufquerschnitt beträgt oben 24 cm × 24 cm.
Die Sockelzier besteht aus
a) Vierblatt

b) Doppelvierblatt mit Diagonalkreuz

c) Doppelvierblatt

d) Inschrift

Der Schaft ist 112 cm hoch und hat einen Durchmesser von 21 cm (unten) und 20 cm (oben). Basiswulst 6 cm; Kapitellring 3 cm, Kapitellwulst 6 cm.
Die Kreuzdachhauszier besteht aus
a) Bildnische mit Pilasterrahmen. Die Bildnische zeigt den Kirchenpatron Antonius von Padua; über der Bildnische befindet sich ein Kreuz.

b) links: Wappen, darüber Mitra mit Kreuz, Schwert und Stab; darunter im Schild: geviert:

1) fränkischer Rechen

2) und 3) links liegender halber Flug mit Adlerkopf

4) Würzburger Fähnlein (Fürstbischof von Würzburg Philipp Adolf von Ehrenberg, Jahreszahl: 1629

c) rechts: Kleeblattkreuz, flankiert von zwei kleinen griechischen Kreuzen

d) die Rückseiteninschrift lautet:

„SEBASTIAN KIR

CHER VND LOR

ETEN SEIN EHE

LICHE HAUVSFR

AV HABEN DIES M

ARTERBILD GESTI

FT VON WEGEN EINES SCHWERS“

Auf dem Sockel wird die Inschrift mit gemischten lateinischen Buchstabentypen fortgesetzt:

„V.NM IHYes

VO HeVSCOVe

(V)ND SYCHFV

II IN Gef.fel S

Gott VNt SeIN eVICHen MVtter zN eHreN

H.S B S Y“

Die Schaftinschrift lautet: "EIYH 1767"